# Nessuna verità
Nessuna verità (Body of Lies) è un film del 2008 diretto e co-prodotto da Ridley Scott.
La pellicola, con protagonisti Leonardo DiCaprio e Russell Crowe, è l'adattamento del romanzo Body of Lies del giornalista del Washington Post, David Ignatius.

## Trama
Roger Ferris è un ufficiale della CIA in segreto in Iraq sulle tracce di un terrorista chiamato Al-Saleem. Qui incontra Nizar, destinato a morire in un attentato, che è pronto a offrire informazioni in cambio di asilo in Nord America. Nonostante le obiezioni del suo cinico capo Ed Hoffman, Ferris accetta di proteggere Nizar che viene usato come pedina per identificare il resto dell'organizzazione. Quando Nizar viene catturato, Ferris è costretto a sparargli per impedire che esponga le identità di Ferris e del suo associato Bassam. Furiosi per il rifiuto di Hoffman, impegnato nelle sue faccende familiari e poco attento ai reali problemi, di agire in base alle informazioni fornite da Nizar, Ferris e Bassam vanno a cercare un luogo sicuro a Balad di cui Nizar aveva parlato loro. Quando arrivano qui i due trovano degli uomini che stanno bruciando dei CD. Nella successiva sparatoria e inseguimento, il veicolo di Ferris e Bassam viene fatto esplodere fortuitamente da un ordigno sparato dagli elicotteri della CIA sopraggiunti in aiuto e la stessa CIA riesce a recuperare solo Ferris mentre Bassam viene ucciso nell'esplosione.
Dopo essersi ripreso dalle ferite, Ferris viene mandato da Hoffman ad Amman per indagare su una rete jihadista che fa capo ad Al-Saleem che si trova in una "casa sicura". Ferris e Hoffman hanno però due diversi modus operandi: Hoffman opera da remoto con droni con controlli mirati e usando la tecnologia mentre Ferris ama integrarsi e operare con persone del luogo. Spesso gli interventi di Hoffman provocano più problemi che altro. Ad Amman, Ferris incontra e negozia una collaborazione con Hani Salaam, capo della direzione generale dell'intelligence giordana.
Mentre Ferris cerca di indagare sulla base di Al-Saleem ad Amman, Hoffman organizza un'operazione parallela tramite un'agenzia locale che rischia di far saltare tutta l'operazione. Ferris riesce a fermare l'uomo che vuole avvertire il gruppo di jihadisti, ma si provoca delle ferite di morsi di cani rabbiosi. Trovandosi in ospedale per curarsi, Ferris incontra un'infermiera di nome Aisha dalla quale si sente subito attratto.
In Europa i terroristi colpiscono di nuovo in un mercato dei fiori di Amsterdam, uccidendo 75 persone e ferendone altre centinaia.
Dopo aver riconosciuto uno degli uomini che vivono nella "casa sicura" come l'ex-criminale Mustaffa Karami, Salaam lo preleva, portandolo nel deserto, e lo induce a collaborare, alla presenza di Ferris. Dopo poco Hoffman chiede a Salaam di usare Karami per una sua operazione, ma Salaam rifiuta. All'insaputa di Ferris e Salaam, Hoffman dice al suo agente Skip di seguire Karami e rapirlo, ma Karami fugge e avvisa i terroristi nella "casa sicura" che viene sorvegliato e loro lo abbandonano. Fallita l'operazione, Skip viene catturato da Salaam che accusa anche Ferris di aver saputo della mossa su Karami per cui lo incolpa di essere stato poco leale e lo esilia dalla Giordania.
Ferris ritorna da Hoffman a Washington e escogitano un nuovo piano per trovare Al-Saleem. I due, sospettando Al-Saleem sia motivato più dall'orgoglio che dall'ideologia, mettono in scena un falso attacco terroristico alla base americana di Incirlik a nome di Omar Sadiki, un innocente architetto giordano, sperando che Al-Saleem esca dal nascondiglio e provi a contattarlo perché non può accettare l'esistenza di un'organizzazione terroristica pari alla sua. Al-Saleem vede l'attentato alla televisione e abbocca.
Salaam invita Ferris a tornare in Giordania e condivide i suoi sospetti che Omar Sadiki sia un terrorista, anche se Ferris finge di ignorarlo. Ferris in seguito cerca di salvare Sadiki dall'essere rapito dagli scagnozzi di Al-Saleem, ma fallisce e Sadiki, sotto interrogatorio, nega qualsiasi conoscenza dell'attacco; tuttavia, viene trovato ucciso.
Ferris torna nel suo appartamento e scopre che Aisha è stata rapita. Chiede disperatamente aiuto a Salaam, ammettendo di aver inscenato che Omar Sadiki fosse un terrorista, ma Salaam si rifiuta di aiutarlo perché Ferris gli aveva già mentito in precedenza. Ferris si offre ai rapitori in cambio di Aisha e viene portato attraverso la frontiera in Siria, con Hoffman che guarda tutto attraverso un drone di sorveglianza che però lo perde in quanto un gruppo di SUV crea una nuvola di polvere oscurando la visione di Hoffman. Giunti a destinazione, Ferris viene interrogato da Al-Saleem. Quando Ferris chiede ad Al-Saleem di Aisha, gli viene detto che è stata uccisa. Ferris dice ad Al-Saleem che nella sua organizzazione c'è un infiltrato (Karami) che lavora per lui e che, per associazione, è come se anche lui lavorasse per la CIA. Al-Saleem non crede a Ferris, lo tortura, accende una videocamera e ordina la sua esecuzione. Salaam e i suoi agenti arrivano all'ultimo momento, salvando la vita di Ferris, e Al-Saleem viene arrestato da Marwan Se-Kia, ufficiale di sicurezza di Salaam.
Salaam visita Ferris in ospedale e rivela di aver simulato il rapimento di Aisha e di aver orchestrato la sua cattura da parte di Al-Saleem usando Karami come tramite. Avendo perso la voglia di combattere in questa particolare "guerra", Ferris esce dalle scene.

## Produzione
- Nessuna verità è la quarta collaborazione tra Ridley Scott e Russell Crowe.
- La sceneggiatura del film, scritta da William Monahan, è la seconda collaborazione con il regista, la prima fu Le crociate - Kingdom of Heaven.

### Riprese
Le riprese della pellicola si sono svolte tra settembre e dicembre del 2007 e sono state girate prevalentemente in Marocco a Rabat e Casablanca.

## Colonna sonora
La canzone nei titoli di coda è If The World del gruppo rock Guns N' Roses, tratta dal loro album Chinese Democracy.

## Distribuzione
Il film è stato distribuito nelle sale cinematografiche statunitensi il 10 ottobre 2008, mentre in Italia a partire il 21 novembre dello stesso anno. nonostante un budget di 70 milioni di dollari ha incassato negli Stati Uniti poco meno di 40 milioni di dollari. Gli incassi totali hanno comunque superato i 115 milioni di dollari nel mondo.

## Accoglienza

### Incassi
A fronte di un budget di 70 milioni di dollari, la pellicola ne ha incassati circa 39,4 milioni in Nord America e 77,5 milioni nel resto del mondo, per un totale di 115900897 $.

### Critica
Il film ha ricevuto recensioni generalmente miste da parte della critica. Sull'aggregatore di recensioni Rotten Tomatoes ha un indice di gradimento del 55% basato su 213 recensioni, con un voto medio di 5,9 su 10. Su Metacritic ottiene un punteggio di 57 su 100 basato su 37 recensioni.